# Oxyopes bonneti
Oxyopes bonneti är en spindelart som beskrevs av Roger de Lessert 1933. Oxyopes bonneti ingår i släktet Oxyopes och familjen lospindlar.
Artens utbredningsområde är Angola. Inga underarter finns listade i Catalogue of Life.